# Bojoiu
Bojoiu – wieś w Rumunii, w okręgu Dolj, w gminie Robănești. W 2011 roku liczyła 250 mieszkańców.